# 高熵氧化物

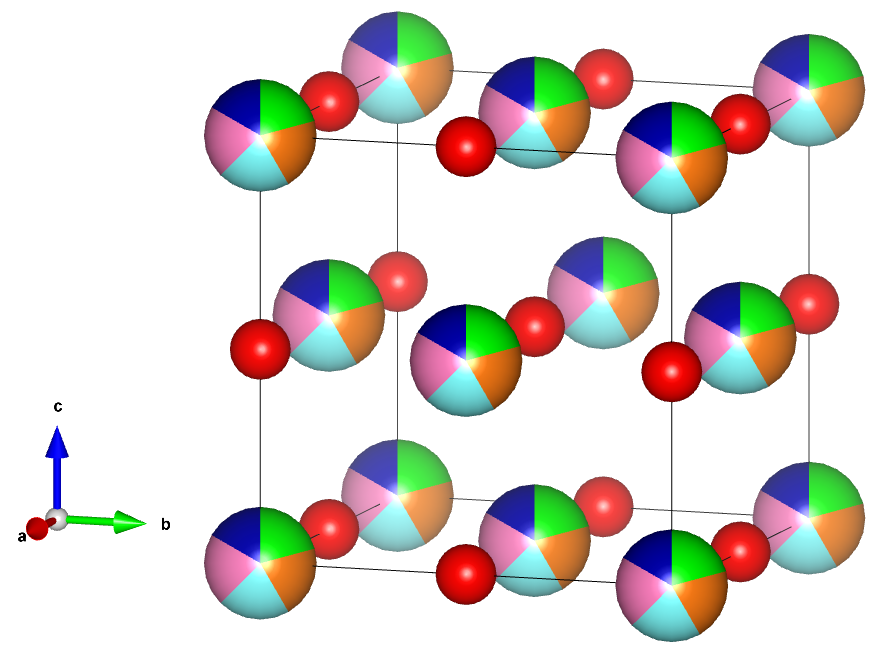
高熵氧化物 (MgNiCoCuZn) _{0.2} O 的結構及其位點佔據情況。氧原子以紅色表示。

高熵氧化物（英語：High-entropy oxides，簡稱：HEO） 是一種含有五種或更多種主要金屬陽離子且具有單相晶體結構的複合氧化物。 Rost 等人於 2015 年報告了第一種高熵氧化物，即岩鹽結構中的 (MgNiCuCoZn)0.2O 。.目前，HEO已成功合成為多種結構，包括螢石、鈣鈦礦和尖晶石族。目前，HEO 正在被研究用作功能性材料。

## 歷史
在高熵材料領域，高熵合金 (HEA) 的出現早於高熵氧化物(HEO)，後者由 葉均蔚 等人於 2004 年首次報導。 高熵合金是由五種或五種以上主要金屬元素組成的合金。一些高熵合金已被證明具有理想的機械性能，例如在高溫下仍能保持強度/硬度。 2010 年代，高熵合金的研究進展顯著加速。
2015年，Rost等人報告了首例高熵合金（HEO），即存在於岩鹽結構中的(MgNiCuCoZn) 0.2 O。與高熵合金類似，(MgNiCuCoZn) 0.2 O也是多組分單相材料。 (MgNiCuCoZn) 0.2 O材料中的陽離子位點在成分上呈無序狀態，與高熵合金類似。然而，與高熵合金不同的是，(MgNiCuCoZn) 0.2 O含有有序的陰離子亞晶格。自2015年發現高熵合金以來，該領域迅速發展。
自高熵氧化物 (HEO) 發現以來，高熵材料領域已擴展到包括高熵金屬二硼化物、高熵碳化物、高熵硫化物和高熵鋁矽化物。

## 預測HEO的形成

### 熵穩定原理
高熵氧化物的形成是基於熵穩定原理。熱力學預測，在給定溫度和壓力下，將形成使吉布斯自由能最小的結構。吉布斯自由能公式如下：
{\displaystyle \Delta G=\Delta H-T\Delta S}
其中G為吉布斯自由能，H為焓，T為絕對溫度，S為熵。從公式可以清楚看出，較大的熵會降低吉布斯自由能，進而有利於相穩定性。此外，也可以看出，在較高溫度下，熵在決定相穩定性方面變得越來越重要。在多組分系統中，熵的一個組分是混合熵（{\displaystyle \Delta S_{mix}} )。對於理想的混合物，  {\displaystyle \Delta S_{mix}} 採用以下形式：
{\displaystyle \Delta S_{mix}=-R\sum _{i=1}^{n}c_{i}\ln c_{i}}
其中，R為理想氣體常數，n為組分數，c i為組分i的原子分數。  {\displaystyle \Delta S_{mix}} 隨著組件數量的增加而增加。對於給定數量的組件，  {\displaystyle \Delta S_{mix}} 當組分的原子分數接近等摩爾量時達到最大化。
原岩鹽HEO (MgNiCuCoZn) 0.2 O提供了熵穩定的證據。單相(MgNiCuCoZn) 0.2 O可以透過CuO、CoO、NiO、MgO和ZnO的固相反應製備。 Rost等人報告，在生成單相(MgNiCuCoZn) 0.2 O的固相反應條件下，五種氧化物前驅物中的任何一種缺失都會產生多相樣品，顯示構型熵使材料穩定。

### 其他考慮因素
從吉布斯自由能公式可以清楚看出，焓減是相穩定的另一個重要指標。對於高熵合金（HEO）的形成，生成焓必須夠小，才能被構型熵克服。此外，上述討論假設反應動力學允許熱力學有利相的形成。

## 合成方法

### 固相反應
可以透過固相反應法製備 HEO 的塊體樣品。在該技術中，將氧化物前體球磨並壓成坯體，然後在高溫下燒結。所提供的熱能加速了坯體內部的擴散，從而使樣品內部形成新相。固相反應通常在空氣中進行，以使富氧混合物和缺氧混合物分別從大氣中釋放和吸收氧氣。氧化物前驅物不需要具有與所需 HEO 相同的晶體結構即可使固相反應法有效。例如，可以使用CuO和ZnO作為前驅物來合成 (MgNiCuCoZn) 0.2 O。在室溫下，CuO 具有黑銅礦結構，而 ZnO 具有纖鋅礦結構。

### 聚合物空間包封
聚合物空間包封是一種用於合成氧化物的濕式化學技術。它基於與溶膠-凝膠法類似的原理，該法也用於合成 HEO。聚合物空間包覆需要將含有所需金屬陽離子的水溶性化合物（例如金屬醋酸鹽、金屬氯化物）置於水和水溶性聚合物（例如 PVA、PEG）的溶液中。在溶液中，陽離子充分混合並由聚合物鏈緊密結合在一起。水被除去，形成泡沫，泡沫的有機成分在煅燒步驟中燒掉，得到細而純淨的混合氧化物粉末，可將其壓成生坯並燒結。此方法由 Nguyen 等人首次報導。 2011 年。 2017 年，Kriven 和 Tseng 報告了首個聚合物空間包覆 HEO 的合成。
聚合物空間包覆可用於合成難以以固相法成功合成的塊狀HEO樣品。例如，Musico 等人利用固相反應和聚合物空間包封合成了高熵銅酸鹽(LaNdGdTbDy)0.4CuO4。相反應製備的樣品的X射線衍射圖顯示存在第二相的細小夾雜物，能量色散X射線光譜顯示某些陽離子分佈不均勻。在使用聚合物空間包封製備的此材料樣品中，既未發現雜質峰，也未發現陽離子分佈不均勻的跡象。

### 其他技術
用於合成HEO的其他技術包括：
- 霧化噴霧熱解[14][15]
- 脈衝雷射沉積[16][17]
- 磁控濺鍍[18][19]
- 溶膠-凝膠法[10][11]
- 陽極氧化 HEA 前驅體[20]
- 熱壓[21]
- 混合前驅體的熱分解（英语：Thermolysis）[4]

## HEO材料
最早合成的高熵氧化物 (HEO) 具有岩鹽結構。此後，HEO 家族不斷擴展，包括鈣鈦礦、尖晶石、螢石和其他結構。其中一些結構，例如鈣鈦礦結構，值得注意的是它們具有兩個陽離子位點，每個陽離子位點可能獨立地具有成分無序性。例如，已經合成了高熵鈣鈦礦 (GdLaNdSmY) 0.2 MnO 3（A 位構型熵）、Gd(CoCrFeMnNi) 0.2 O 3（B 位構型熵）和 (GdLaNdSmY) 0.2 (CoCrFeMnNiNi) 0.2 O3（A 位及B位構型熵）。
| 結構                            | 例子                                                      | 參考                         |
| ------------------------------- | --------------------------------------------------------- | ---------------------------- |
| 岩鹽 Rock Salt                  | (MgNiCuCoZn)0.2O                                          | Rost et al                   |
| 螢石 Fluorite                   | (GdLaCeHfZr)0.2O2 and (GdLaYHfZr)0.202; (CeZrHfSnTi)0.2O2 | Anandkumar et al; Chen et al |
| 尖晶石 Spinel                   | (CoCrFeMnNi)0.6O4 (CrMnFeCoNiCuZn)0.43O4                  | Dabrowa et al Swindell et al |
| 鈣鈦礦 Perovskite               | Sr(ZrSnTiHfMn)0.2O3                                       | Jiang et al                  |
| 燒綠石 Pyrochlore               | (GdEuSmNdLa)0.4Zr2O7                                      | Teng et al                   |
| 銅酸鹽鈣鈦礦 Cuprate Perovskite | (LaNdGdTbDy)0.4CuO4                                       | Musico et al                 |

註：(MgNiCuCoZn) 0.2 O 表示低熵岩石結構 MO，其中 0.2 值表示單一陽離子的理想（等摩爾）貢獻

## 特性和應用
與通常研究其機械性能的高熵合金（HEA）不同，HEO 通常被作為功能材料進行研究。原始 HEO，(MgNiCuCoZn) 0.2 O，已被研究作為一種有前景的能源生產和儲存材料，例如用作鋰離子電池的負極材料、大k介電材料或用於催化。

### 低熱導率
研究表明，增加材料的構型熵會降低其晶格熱導率。相應地，HEO 的熱導率通常低於具有相同晶體結構且每個晶格位置只有一個陽離子的材料。  HEO 的熱導率通常大於或與具有相同成分的非晶態材料的熱導率相當。然而，晶體材料的彈性模量通常高於具有相同成分的非晶態材料。這些因素的結合導致 HEO 在所有材料中具有最高的彈性模量與熱導率之比，從而佔據了性能空間的獨特區域。

### 透過陽離子選擇實現性能可調
HEO 透過陽離子選擇增強功能特性的可調性。磁性、催化 、和熱物理特性可以透過改變給定 HEO 的陽離子組成來調整。許多材料應用需要一組高度特定的特性。例如，熱障塗層需要與金屬表面相符的熱膨脹係數、高溫相穩定性、低熱導率和化學惰性等特性。由於其固有的可調性，HEO 已被提議作為熱障塗層等先進材料應用的候選材料。

## 能源儲存與轉換應用

### 電催化與非均相催化
HEO 已展現出作為關鍵能量轉換反應電催化劑的巨大潛力，包括氧析出反應 (OER)和氧還原反應 (ORR)。 HEO 也被期望成為氣態反應（例如在車輛催化燃燒中至關重要的一氧化碳 (CO) 氧化）中更豐富的異相催化劑。  HEO 中的多種陽離子可產生多樣化的活性位點，進而提高催化效率與耐久性。此外，高構型熵增強了相穩定性，防止材料在電化學條件下降解。這些特性使 HEO 成為燃料電池和金屬空氣電池中極具吸引力的候選材料。 

### 超級電容器
由於HEO能夠適應多種氧化還原反應，人們已將其用作超級電容器的電極材料。其高表面積和可調的氧化態有助於提高電容和電荷儲存能力。研究表明，與傳統的過渡金屬氧化物相比，基於HEO的超級電容器表現出更高的循環穩定性，使其適用於高功率儲能應用。例如，已經製備出了鈣鈦礦型La(CoCrFeMnNiAl x ) 1/(5+x) O 3 和La 0.7 Bi 0.3 Mn 0.4 Fe 0.3 Cu 0.3 O 3 。

### 鋰離子和固態電池
由於HEO結構堅固且能夠促進離子傳輸，其正被研究作為鋰離子電池(LIB)和固態電池的潛在電極材料。其多元素組成能夠提高電子導電性和離子擴散性能，這對於高性能電池電極至關重要。此外，HEO也表現出更強的抗相變能力，解決了傳統電池材料中常見的容量衰減和循環穩定性差等問題。

### 固態氧化物燃料電池（SOFC）
高熵氧化物 (HEO) 已被研究用作固態氧化物燃料電池 (SOFC) 的潛在電極和電解質材料。它們的高熵值可以穩定氧空位，從而提高氧離子的電導率和較低工作溫度下的電化學活性。這有望使 SOFC 更有效率、更耐用，從而減少對傳統系統中使用的昂貴稀土元素的依賴。

## 術語
高熵氧化物的定義有爭議。在氧化物文獻中，該術語通常指任何具有至少五種主要陽離子的氧化物。然而，有人認為這是一種誤稱，因為大多數報告都忽略了計算構型熵。此外，針對 10 種高熵氧化物 (HEO) 的調查發現，只有 3 種是熵穩定的。有人建議用三個術語取代 HEO：成分複雜氧化物、高熵氧化物和熵穩定氧化物。其中，成分複雜是指多種元素佔據同一亞晶格的材料，高熵是指構型熵在穩定過程中發揮作用的材料，熵穩定是指熵在焓項中占主導地位並且是形成結晶相所必需的材料。